# Pseudocladotoma piceiceps
Pseudocladotoma piceiceps is een keversoort uit de familie Ptilodactylidae. De wetenschappelijke naam van de soort is voor het eerst geldig gepubliceerd in 1930 door Pic.